# Universität Bergen
Die Universität Bergen (norwegisch: Universitetet i Bergen, lateinisch: Universitas Bergensis) in Bergen ist mit 19.500 Studierenden und 4000 Angestellten (2020) nach den Universitäten in Oslo und Trondheim die drittgrößte Universität Norwegens. Zum Campus der Universität gehört das Universitätsmuseum Bergen. Die Stadt Bergen ist von sieben Bergen umringt, die sich auch im Wappen der Universität widerspiegeln.

## Geschichte
Die Gründung erfolgte am 30. August 1946 durch das Gesetz zur Gründung der Universität in Bergen. Dieses wurde am 9. April 1946 beschlossen und trat entsprechend am Gründungstag in Kraft. Die Universität in Bergen ist damit nach der Universität Oslo die zweite Universität in Norwegen. Allerdings reichen die Wurzeln der Universität tiefer. Es hat schon davor wissenschaftliche Aktivität und Lehre am Universitätsmuseum Bergen gegeben, welches 1825 gegründet wurde.

## Ranking
2020/21 befand sich die Universität weltweit auf Rang 201–250 (Rang 2 in Norwegen) beim Times Higher Education World University Rankings und 2018 auf Platz 164 beim QS World University Rankings.

## Fakultäten
Es gibt sieben Fakultäten mit 40 Instituten und Fachbereichen:
- Fakultät für Kunst, Musik und Design (vormals Kunst- und Designhochschule Bergen und Grieg-Akademie für Musik)
- humanistische Fakultät (historisch-philosophische Fakultät)
- juristische Fakultät
- mathematisch-naturwissenschaftliche Fakultät
- medizinische und zahnmedizinische Fakultät
- psychologische Fakultät
- sozialwissenschaftliche Fakultät

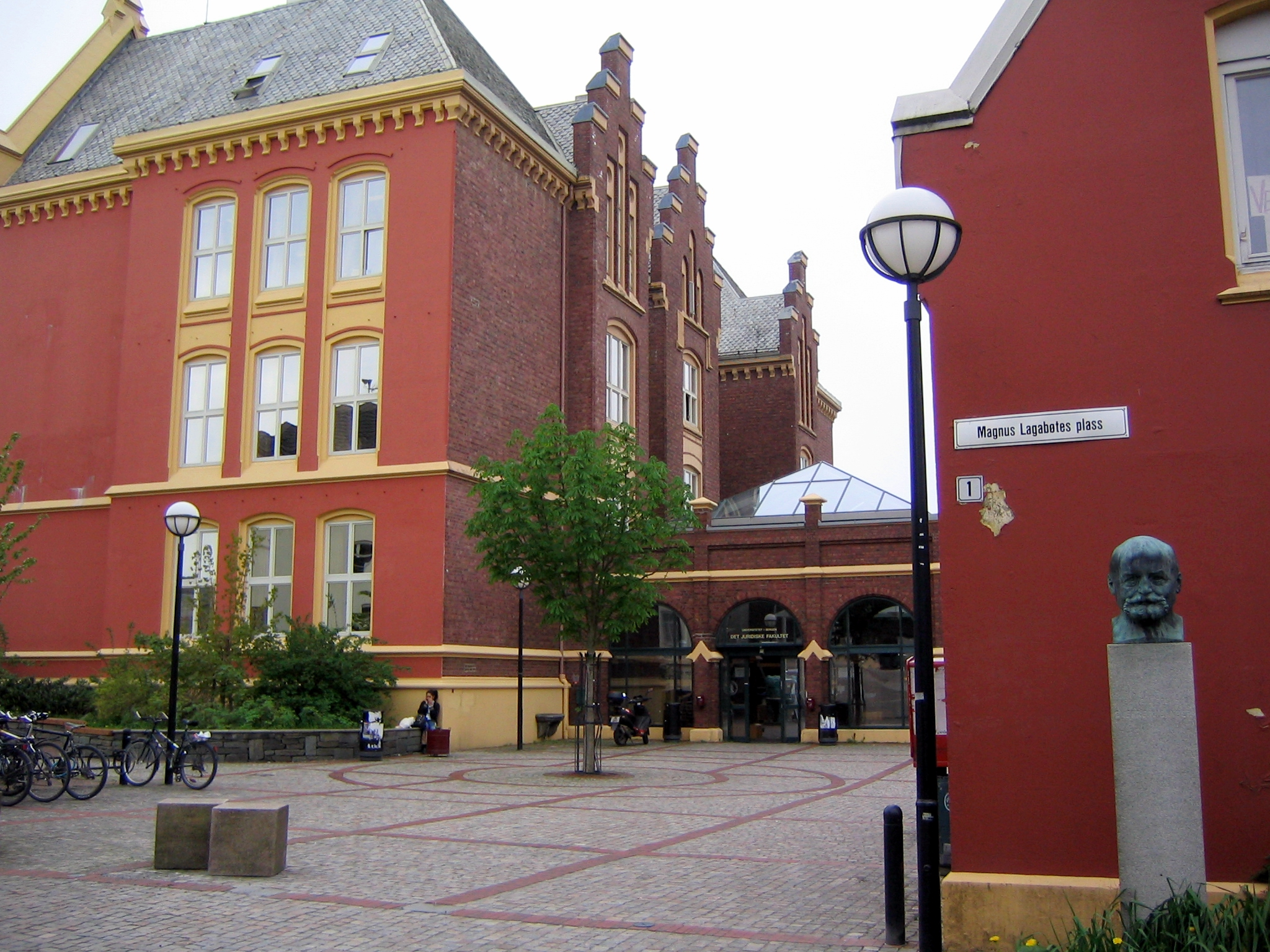
Die Gebäude der Juristischen Fakultät
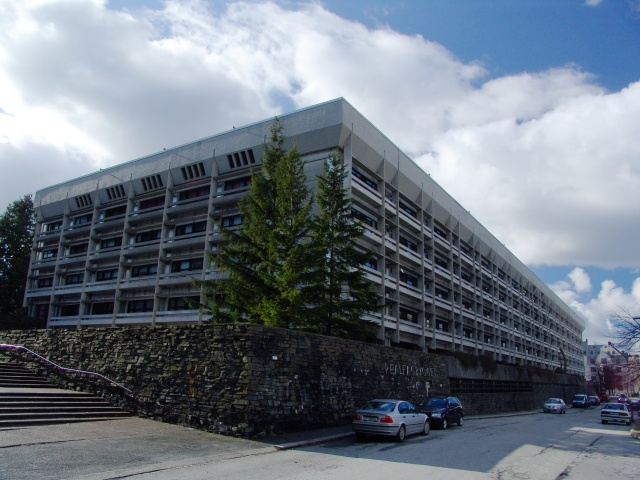
Gebäude für Naturwissenschaften (Realfagsbygget)

## Bibliothek
Die Bibliothek der Universität verwaltet unter anderem die Sophus-Tromholt-Sammlung; diese umfasst 231 Fotos auf Fotoplatten aus Glas und 189 Fotos auf Albuminpapier aus den Jahren 1882–1883. Die Bilder entstanden überwiegend während Sophus Tromholts Aufenthalt in Kautokeino in Nordnorwegen, wo er während des Ersten Internationalen Polarjahrs mit der Beobachtung des Polarlichts befasst war. Die Sammlung wurde im Jahr 2013 zum Weltdokumentenerbe erklärt.